# Mistrzostwa Polski w Skokach Narciarskich 1992
67. Mistrzostwa Polski w Skokach Narciarskich – zawody o mistrzostwo Polski w skokach narciarskich, które odbyły się w dniach 31 stycznia-2 lutego 1992 roku na Średniej i Wielkiej Krokwi w Zakopanem.
W konkursie indywidualnym na skoczni normalnej zwyciężył Zbigniew Klimowski, srebrny medal zdobył Jan Kowal, a brązowy – Robert Zygmuntowicz. Na dużym obiekcie najlepszy okazał się Kowal przed Klimowskim i Stanisławem Styrczulą.
Konkurs drużynowy na normalnej skoczni wygrał zespół WKS Zakopane w składzie: Bartłomiej Gąsienica-Sieczka, Krzysztof Rams, Jan Kowal i Zbigniew Klimowski.

## Wyniki

### Konkurs drużynowy na normalnej skoczni (31.01.1992)
| Miejsce | Klub                  | Zawodnik                     | Nota zespołu |
| ------- | --------------------- | ---------------------------- | ------------ |
| 1.      | WKS Zakopane          | Bartłomiej Gąsienica-Sieczka | 577,0        |
| 1.      | WKS Zakopane          | Krzysztof Rams               | 577,0        |
| 1.      | WKS Zakopane          | Jan Kowal                    | 577,0        |
| 1.      | WKS Zakopane          | Zbigniew Klimowski           | 577,0        |
| 2.      | TS Wisła Zakopane I   | Robert Mateja                | 524,8        |
| 2.      | TS Wisła Zakopane I   | Roman Groński                | 524,8        |
| 2.      | TS Wisła Zakopane I   | Stanisław Ustupski           | 524,8        |
| 2.      | TS Wisła Zakopane I   | Bogdan Papierz               | 524,8        |
| 3.      | LKS Skrzyczne Szczyrk | Dariusz Kubaszek             | 502,1        |
| 3.      | LKS Skrzyczne Szczyrk | Wacław Przybyła              | 502,1        |
| 3.      | LKS Skrzyczne Szczyrk | Marek Tucznio                | 502,1        |
| 3.      | LKS Skrzyczne Szczyrk | Alojzy Moskal                | 502,1        |
| 4.      | TS Wisła Zakopane II  | Andrzej Młynarczyk           | 483,1        |
| 4.      | TS Wisła Zakopane II  | Robert Zygmuntowicz          | 483,1        |
| 4.      | TS Wisła Zakopane II  | Stanisław Kułach             | 483,1        |
| 4.      | TS Wisła Zakopane II  | Stanisław Styrczula          | 483,1        |
| 5.      | Start Zakopane        | Adam Skupień                 | 442,4        |
| 5.      | Start Zakopane        | Janusz Nowak                 | 442,4        |
| 5.      | Start Zakopane        | Wojciech Skupień             | 442,4        |
| 5.      | Start Zakopane        | Ludwik Hajnos                | 442,4        |
| 6.      | LKS Klimczok Bystra   | Łukasz Kruczek               | 405,5        |
| 6.      | LKS Klimczok Bystra   | Sebastian Hermanowski        | 405,5        |
| 6.      | LKS Klimczok Bystra   | Krzysztof Hernas             | 405,5        |
| 6.      | LKS Klimczok Bystra   | Adam Kudzia                  | 405,5        |

### Konkurs indywidualny na normalnej skoczni (01.02.1992)
| Miejsce | Zawodnik            | Klub                  | Skok 1 | Skok 2 | Punkty |
| ------- | ------------------- | --------------------- | ------ | ------ | ------ |
| 1.      | Zbigniew Klimowski  | WKS Zakopane          | 85,5   | 86,0   | 228,4  |
| 2.      | Jan Kowal           | WKS Zakopane          | 81,5   | 81,0   | 213,0  |
| 3.      | Robert Zygmuntowicz | TS Wisła Zakopane     | 79,5   | 83,0   | 209,0  |
| 4.      | Stanisław Ustupski  | TS Wisła Zakopane     | 80,0   | 79,5   | 206,7  |
| 5.      | Alojzy Moskal       | LKS Skrzyczne Szczyrk | 78,5   | 80,5   | 205,9  |
| 6.      | Andrzej Młynarczyk  | TS Wisła Zakopane     | 75,0   | 77,5   | 191,5  |

Do konkursu zostało zgłoszonych 39 zawodników.

### Konkurs indywidualny na dużej skoczni (02.02.1992)
| Miejsce | Zawodnik            | Klub                  | Skok 1 | Skok 2 | Punkty |
| ------- | ------------------- | --------------------- | ------ | ------ | ------ |
| 1.      | Jan Kowal           | WKS Zakopane          | 110,0  | 115,0  | 217,7  |
| 2.      | Zbigniew Klimowski  | WKS Zakopane          | 111,0  | 114,5  | 216,9  |
| 3.      | Stanisław Styrczula | TS Wisła Zakopane     | 108,0  | 109,0  | 200,0  |
| 4.      | Alojzy Moskal       | LKS Skrzyczne Szczyrk | 103,0  | 105,5  | 191,6  |
| 5.      | Bogdan Papierz      | TS Wisła Zakopane     | 98,5   | 105,0  | 183,6  |
| 6.      | Wojciech Skupień    | Start Zakopane        | 98,5   | 89,0   | 158,5  |
| 7.      | Robert Zygmuntowicz | TS Wisła Zakopane     | 87,0   | 103,5  | 150,1  |

Do konkursu zgłoszonych zostało 39 zawodników.